# Jiřina Petrovická
Jiřina Petrovická, rozená Žemličková (30. ledna 1923, Pardubice – 10. října 2008, Praha) byla česká herečka, národní umělkyně.

## Život
Vystudovala učitelský ústav v Praze (maturovala v roce 1942), herecké školení získala soukromě u Míly Pačové a Jaroslava Průchy. V sezóně 1942/1943 působila v divadle na Kladně, následně přešla do Plzně (1943–1945). Po osvobození se stala členkou Realistického divadla, kam ji angažoval režisér Jan Škoda a kde vystupovala až do roku 1950. Poté působila rok v Městských divadlech pražských a nakonec hrála v letech 1951 až 1990 v pražském Národním divadle. Její poslední rolí byla paní Pernellová v Molièrově hře Tartuffe, ve které vystupovala na scéně Národního divadla od roku 1988 až do listopadu 1992.

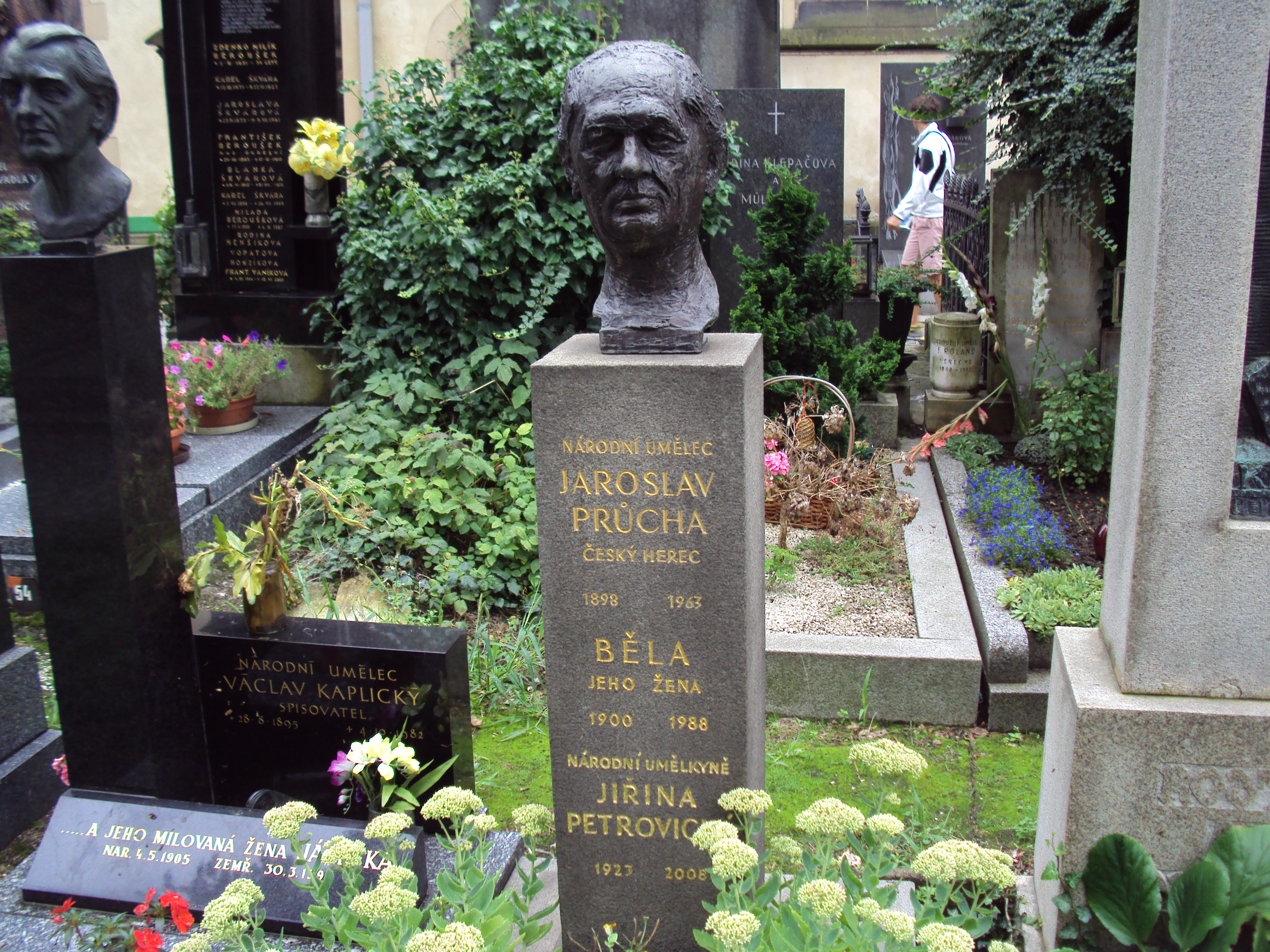
Společný hrob s Jaroslavem Průchou na Vyšehradském hřbitově

Ve filmu debutovala v roce 1943 (Čtrnáctý u stolu), později hrála např. ve snímcích Krakatit, Strakonický dudák či Nahá pastýřka. Věnovala se také televizní (např. seriály Rozsudek, Jana Eyrová, Třicet případů majora Zemana, Žena za pultem, Rozpaky kuchaře Svatopluka) a rozhlasové tvorbě či recitaci. Nazpívala též dobový hit Plují lodi do Triany ze Cervantesovy hry Lišák Pedro. Její celoživotní mistrovství v dabingu bylo v roce 2008 oceněno udělením Ceny Františka Filipovského.
Její matka Běla (1900 - 1988) se okolo roku 1950 provdala za herce Jaroslava Průchu (1898 -1963).

## Ocenění
- 1958 Vyznamenání Za vynikající práci
- 1964 ocenění Zasloužilá členka ND
- 1968 titul zasloužilá umělkyně
- 1973 Cena Jaroslava Průchy
- 1978 titul národní umělkyně
- 1983 Řád Vítězného února
- 1983 Laureátka státní ceny
- 2008 Cena Prezidia herecké asociace za celoživotní mistrovství v dabingu.

## Divadelní role, výběr
- 1947 Molière: Domnělý paroháč, Sganarellova žena, Realistické divadlo, režie Jan Škoda
- 1951 William Shakespeare: Othello, Desdemona, Tylovo divadlo, režie Jan Škoda
- 1952 Alois Jirásek: Lucerna, Mladá kněžna, Národní divadlo, režie Ladislav Boháč
- 1954 Gabriela Zapolska: Morálka paní Dulské, Mela Dulská, Heša Dulská, Tylovo divadlo, režie Miloš Nedbal
- 1954 V. V. Ivanov: Obrněný vlak 14-69, Varja, Národní divadlo, režie František Salzer
- 1954 William Shakespeare: Benátský kupec, Porcie, Tylovo divadlo, režie František Salzer
- 1954 Oscar Wilde: Ideální manžel, Slečna Mabel Chilternová, Tylovo divadlo, režie Otomar Krejča
- 1955 A. P. Čechov: Tři sestry, Nataša Ivanova, Tylovo divadlo, režie Zdeněk Štěpánek
- 1956 G. B. Shaw: Svatá Jana, Jana z Arcu, Tylovo divadlo, režie Jaromír Pleskot
- 1958 William Shakespeare: Král Lear, Goneril, Národní divadlo, režie František Salzer
- 1959 József Darvas: Spálená křídla, Klára, Tylovo divadlo, režie František Salzer
- 1961 Carlo Goldoni: Poprask na laguně, Orsetta, Paní Libera, Tylovo divadlo, režie Miroslav Macháček
- 1962 Antonín Dvořák: Božena Němcová bojující, Karolína Světlá, Národní divadlo, režie František Salzer
- 1962 Peter Karvaš: Antigona a ti druzí, Erika, ND, režie Miroslav Macháček
- 1963 William Shakespeare: Sen noci svatojánské, Hipolyta, Národní divadlo, režie Václav Špidla
- 1965 Molière: Tartuffe, Elmira, Tylovo divadlo, režie Václav Špidla
- 1966 Luigi Pirandello: Šest postav hledá autora, Herečka, Tylovo divadlo, režie Miroslav Macháček
- 1969 Jean Giraudoux: Trojská válka nebude, Helena, Tylovo divadlo, režie Evžen Sokolovský
- 1970 Ladislav Stroupežnický: Naši furianti, Terezka, Tylovo divadlo, režie Vítězslav Vejražka
- 1971 M. J. Lermontov: Maškaráda, Baronesa Štrálová, Tylovo divadlo, režie Tibor Rakovský
- 1976 František Langer: Periferie, Paní, Tylovo divadlo, režie Václav Hudeček
- 1978 Giuseppe Verdi: Macbeth, Hlas Lady Macbethové, Smetanovo divadlo, režie Václav Kašlík
- 1981 F. M. Dostojevskij: Idiot, Lizaveta Prokofjevna, Tylovo divadlo, režie Zdeněk Kaloč
- 1982 Karel Čapek: Matka, titulní role, Tylovo divadlo, režie František Laurin
- 1987 J.K.Tyl: Fidlovačka aneb Žádný hněv a žádná rvačka, Mamselle Margarethe, ND, režie Václav Hudeček
- 1988 Molière: Tartuffe, Paní Pernellová, Národní divadlo, režie Vladimír Strnisko